# Capilla del Sagrario de Bogotá
La Capilla del Sagrario o Capilla del Sagrario de la Catedral Basílica Metropolitana de Bogotá es un templo de culto católico, construido para albergar al Santísimo Sacramento. Se localiza en la ciudad de Bogotá (Colombia), sobre la carrera séptima frente a la Plaza de Bolívar y pertenece a la jurisdicción eclesiástica de la arquidiócesis de Bogotá.
Es anterior a la Catedral Primada de Colombia por más de 100 años. El templo fue construido entre 1660 a 1700, aunque hace parte de la Catedral Basílica Metropolitana de Bogotá y Primada de Colombia es un edificio totalmente independiente, cuenta con planta en cruz latina, de una sola nave longitudinal, a su vez atravesada por el transepto o nave transversal que forma los brazos de la cruz. La fachada es de estilo barroco neogranadino y en su interior alberga una importante colección de obras del pintor Gregorio Vásquez de Arce y Ceballos, que giran en temas del Antiguo y Nuevo Testamento. En la temporada de Semana Santa, la capilla es uno de los templos bogotanos más visitadas por los peregrinos.
Por su significado histórico, valor arquitectónico y cultural, la capilla, fue declarada Monumento Nacional por medio del decreto 1.584 del 11 de agosto de 1975.

## Historia
La Capilla del Sagrario fue concebida por el sargento mayor del Ejército Real español, Gabriel Gómez de Sandoval y Arratia, hombre piadoso y especialmente devoto del Sacramento de la Eucaristía, quien había hecho voto de construir un templo al Santísimo. Compró con tal objeto, en $640, dos casas contiguas, hacia el Sur, a la que había construido para el servicio del Capítulo de la Catedral el Arzobispo Julián de Cortázar. El 28 de octubre de 1660 fue colocada la primera piedra, la cual la bendijo y colocó, el Provisor del Arzobispado Lucas Fernández de Piedrahíta. Al evento asistieron el presidente de la Real Audiencia, Dionisio Pérez Manrique, y los demás miembros de dicha institución; el Cabildo eclesiástico, los empleados públicos y otras personas importantes de la sociedad santafereña de aquella época, como el genealogista Juan Flórez de Ocáriz, quien condujo el recipiente con la lámina de plata en que estaba grabada la fecha de dicho evento, el nombre del Papa Alejandro VII, Pontífice en aquel momento y el del Rey Felipe IV, soberano de la monarquía española en aquel entonces. Junto con la lámina se enterraron las monedas de la época, según costumbre de la época. También estaba en el evento el cronista Lucas Fernández de Piedrahíta, quien estaba encargado del acto protocolario principal.

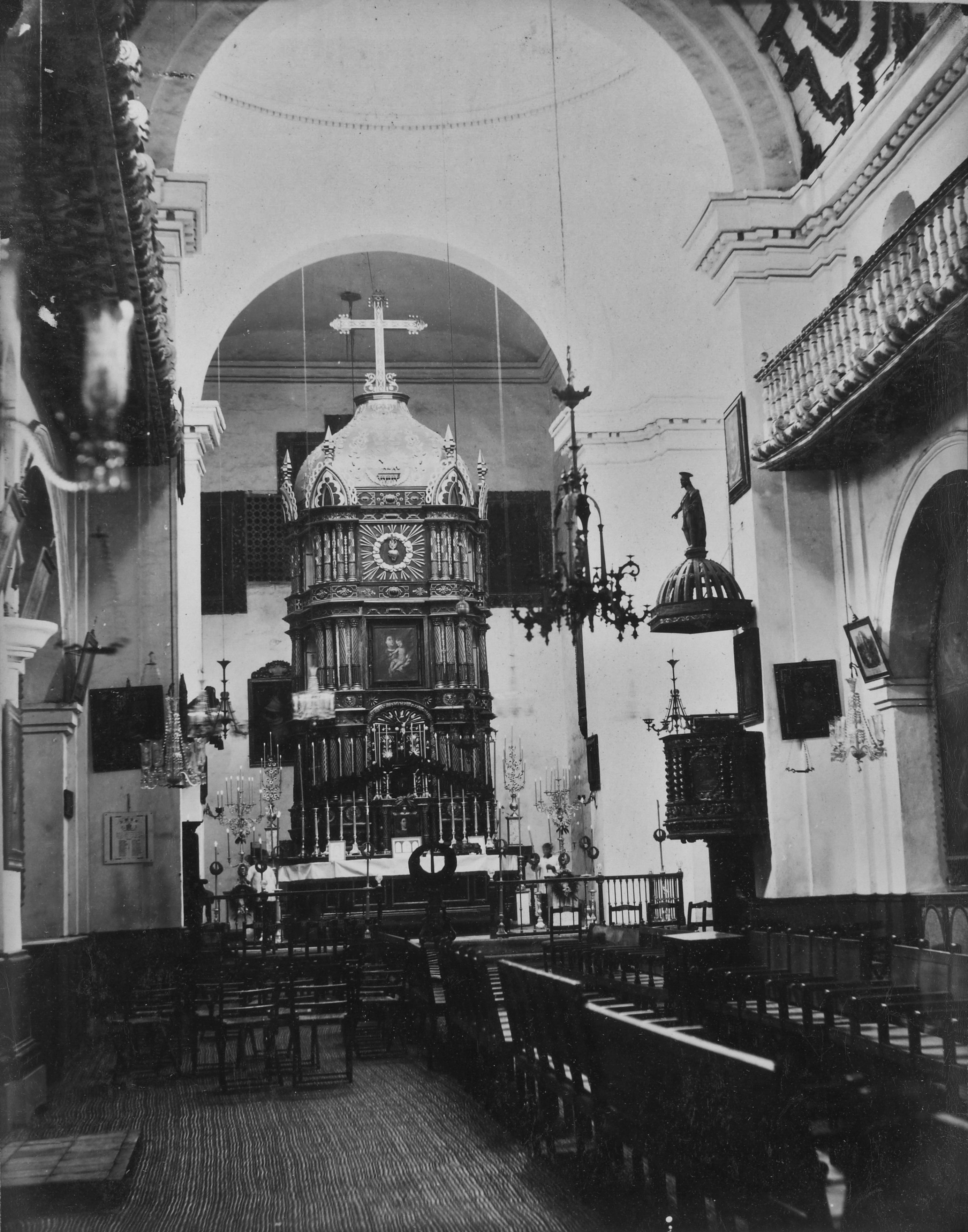
Interior de la Capilla del Sagrario en 1893

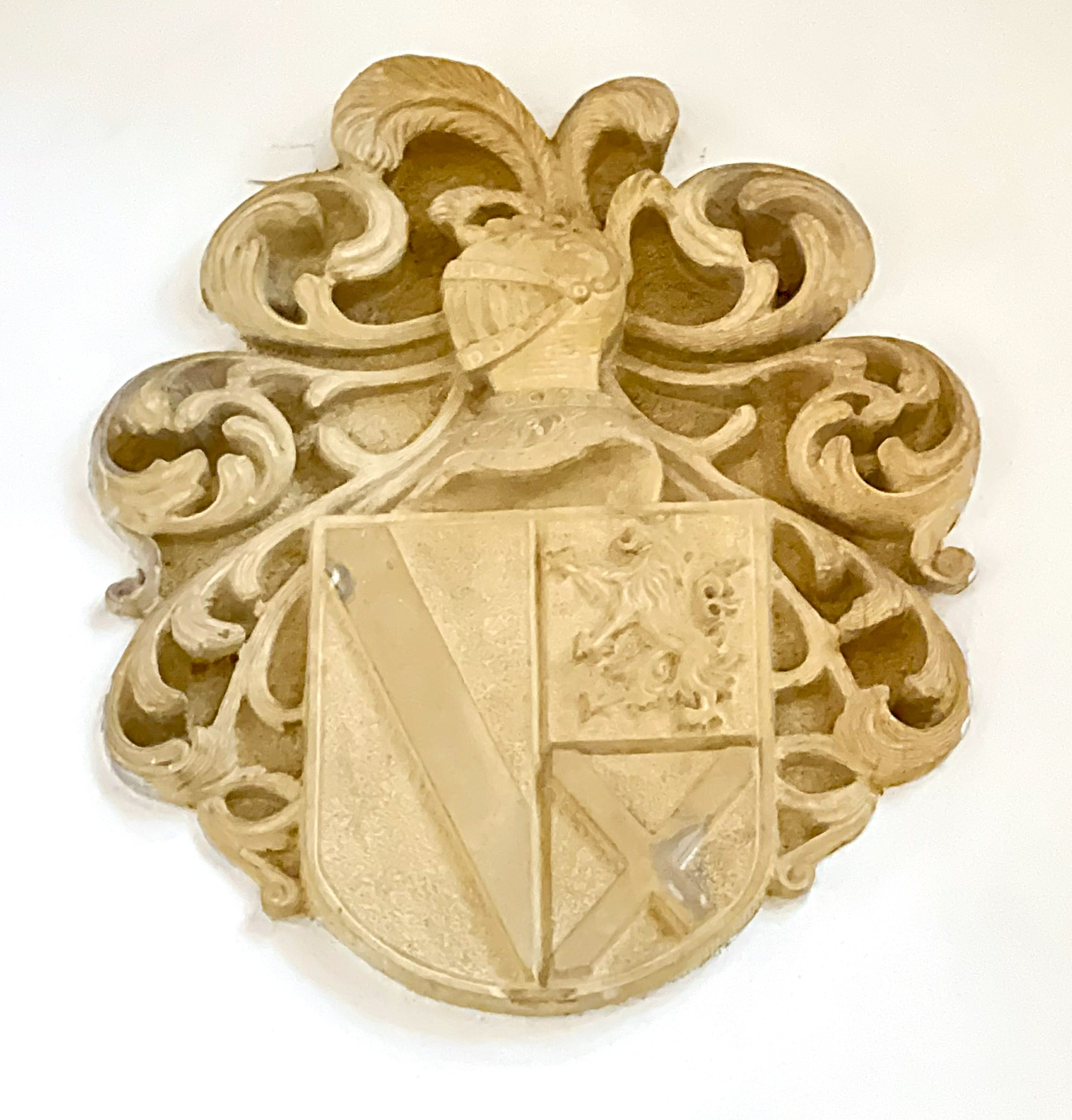
Escudo de Armas de Gabriel Gómez de Sandoval

El mismo Gómez de Sandoval dirigió los trabajos. Además con el fin de aumentar el dinero disponible para la obra, viajó por Europa vendiendo joyas y pidiendo contribuciones. La cúpula del templo es obra del arquitecto bogotano Nicolás León. En 1700, cuarenta años después de iniciada la construcción, es inaugurada la capilla, se calcula que Gómez había gastado más de 75 000 $. La iglesia fue abierta y bendecida por Fray Ignacio de Urbina el 17 de enero de 1700. El 5 de marzo del mismo año se instaló el Santísimo Sacramento y el 5 de agosto falleció Gabriel Gómez de Sandoval. En su testamento no se incluiría el templo como parte de sus bienes propios, aunque el 15 de enero de 1694, él mismo había fundado la capellanía. Sus restos se encuentran en esta misma iglesia.
Durante la construcción del templo, el pintor colonial Gregorio Vásquez de Arce y Ceballos realizó más de cincuenta cuadros para ornamentar la capilla (de los cuales se conservan treinta y seis), por encargo de Gómez de Sandoval. Entre ellos se destacan: Los evangelistas; La última Cena (con 25 figuras de un tamaño mayor que el natural); Escenas   bíblicas; Los desposorios místicos de Santa Catalina, etc.

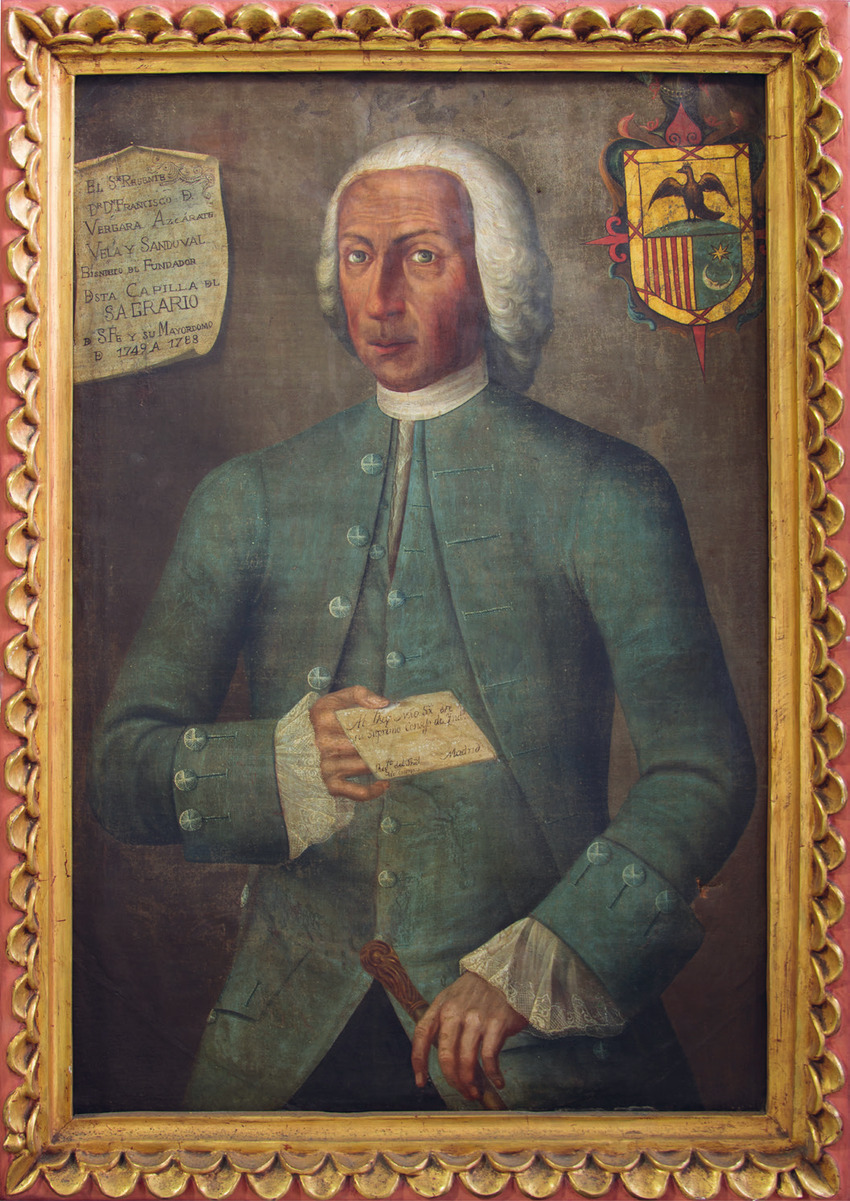
Francisco de Vergara Azcarate Vela y Sandoval, regente contador mayor del tribunal de cuentas de la Real Audiencia del Nuevo Reino de Granada. Óleo ubicado en la Capilla del Sagrario de Bogotá D.C. Plaza Bolívar

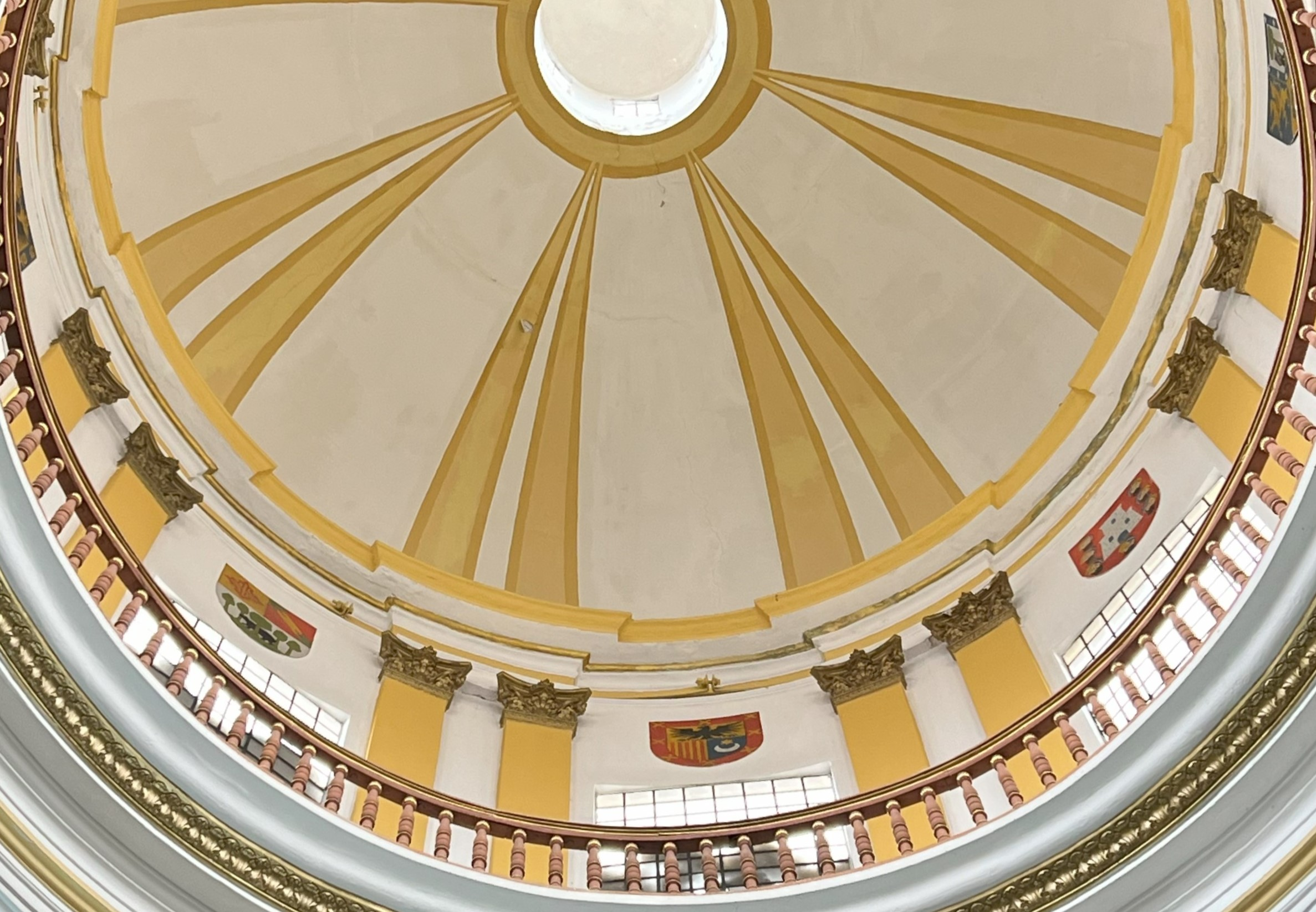
En la cúpula de la capilla se pueden apreciar los escudos heráldicos de las ciudades de Madrid y Santafe acompañados por los de las familias Arboleda, Gómez de Sandoval, Cortés de Mesa, Vergara Azcárate entre otros.

Después de la muerte del fundador y patrono los cuidados pasaron a manos de su hija Úrsula Gómez de Sandoval y mesa y de su esposo Francisco de Vergara Azcárate Mayorga y Olmos,  contador de la Real Hacienda, en su calidad de herederos continuaron siendo mayordomos de la capilla, entre ellos José De Vergara Azcarate quien con sus descendientes siguieron cuidando y enriqueciendo al templo por varias generaciones, otro, Francisco Javier de Vergara y Caicedo, mayordomo entre 1778 y 1816, solicitó al virrey-arzobispo Antonio Caballero y Góngora la autorización de coronar la imagen de San José, venerada en la capilla desde 1779. El virrey accede y desde entonces la capilla tiene valiosa corona de plata, mandada a fabricar por Vergara y su familia; también mandó a pintar óleos que representan al santo coronado con la inscripción Ce De Ntro Patriarca Y Pr Sor San Joseph.
El 15 de agosto de 1819 se recibe en la Capilla del Sagrario al ejército encabezado por el libertador Simón Bolívar con el canto del Te Deum y una misa solemne en agradecimiento por el triunfo en la Batalla de Boyacá.
En 1827 un fuerte sismo sacude a Bogotá, resultando la capilla seriamente afectada, por lo cual debió ser restaurada en ese mismo año por la familia Vergara, quienes como descendientes del fundador, actuaban como mayordomos, emprenden la reconstrucción del tabernáculo;Allí están enterrados varios de sus miembros. Desde 1660 hasta 1913 sirvieron once mayordomos miembros de la familia Vergara patronos de la capilla.
El sagrario original, obra de Miguel de Acuña, construido en carey, concha nácar y marfil, y que costó 6400 $, fue destruido por el sismo. Estaba ubicado bajo el eje de la cúpula, tenía ocho caras y estaba conformado por tres cuerpos con columnas corintias, que sostenían una alta cúpula, sobre la cual se alzaba una estatua representativa de la Fe. De este sólo se conservan en el altar unas columnas corintias. El actual sagrario, se levantó en la cabeza de la cruz latina. La restauración fue concluida en 1840, pero se vería nuevamente afectada con el temblor de 1917.
La fachada, mal llamada plateresca, es sin lugar a duda el mejor ejemplo del barroco neogranadino. En 1953, la fachada se desmontó piedra por piedra para reconstruirla a plomo, ya que amenazaba ruina. Entre 1958 y 1960 se realizó su restauración y en 1964 se intervino el interior del templo. En 1981 la portada de la capilla fue intervenida, se le antepuso a su original, en madera, una nueva puerta de vidrio polarizado. La Capilla del Sagrario y otras edificaciones de Bogotá, fueron declarados Monumento Nacional por medio del decreto 1.584 del 11 de agosto de 1975.

## Descripción
El templo tiene planta de cruz latina, conformada por una sola nave longitudinal, a su vez atravesada por el transepto o nave transversal que forma los brazos de la cruz. El encuentro entre esta última con la nave longitudinal generan un espacio llamado crucero, y sobre esta se levanta una cúpula. El templo está comunicado por el brazo norte del transepto con la Catedral Basílica Metropolitana, de la cual hace parte principal, pues, como lo indica su nombre, es la capilla que sirve para albergar el Santísimo Sacramento en un sagrario, de acuerdo con las rúbricas antiguas y modernas. Bajo el presbiterio existe una cripta donde se sepultaban los descendientes del fundador y patronos de la capilla.

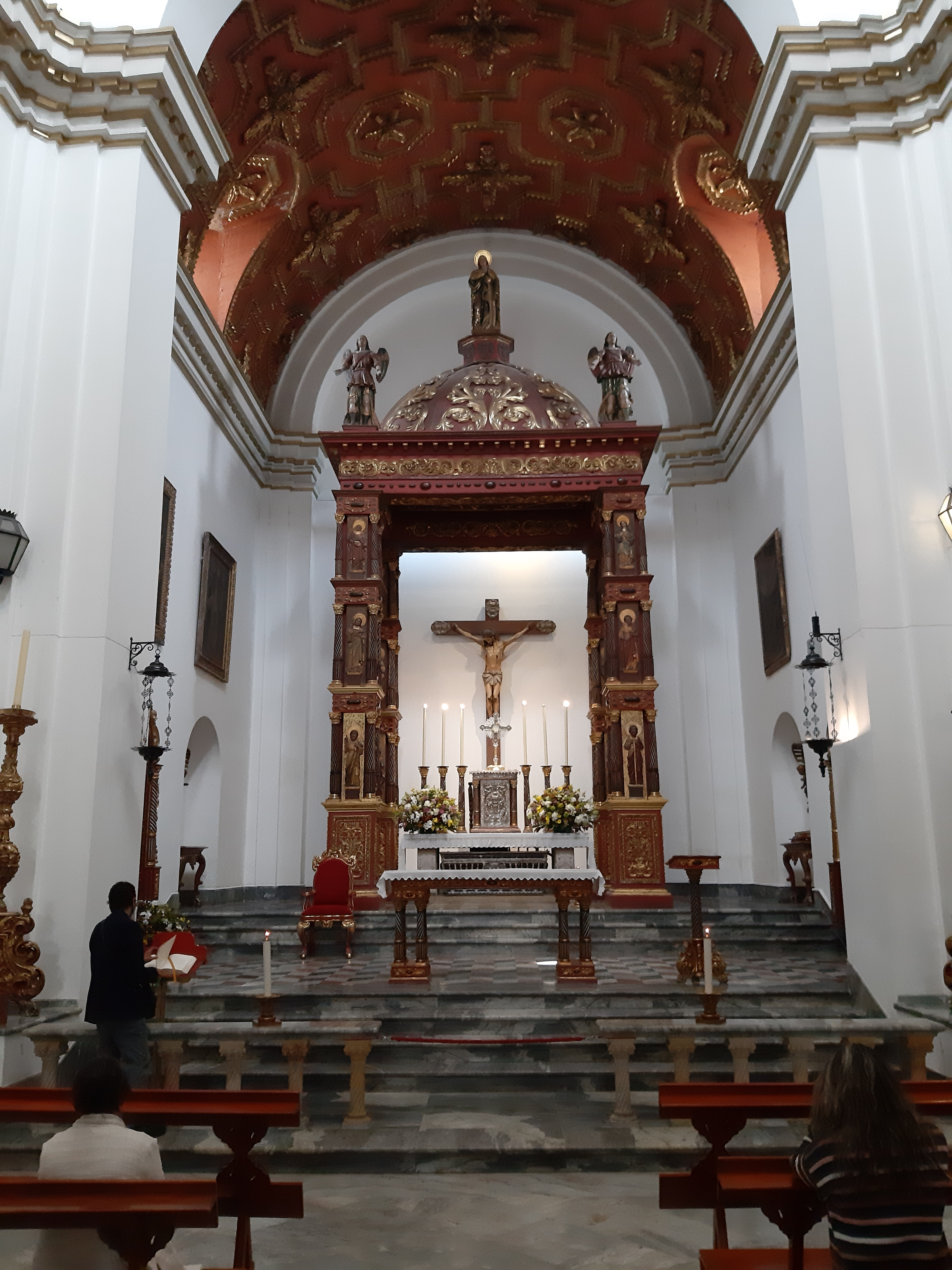
Baldaquino y presbiterio de la Capilla del Sagrario

La fachada, mal llamada plateresca, es sin lugar a duda el mejor ejemplo del barroco neogranadino. La fachada esta con formada por dos cuerpos separados por un amplio entablamento corrido. El primero alberga una de las portadas de piedra mejor realizadas en Bogotá (comparable con la de la Capilla de la Bordadita), esculpida en tres cuerpos disminuidos hacia arriba. El primer cuerpo cuenta con su puerta de acceso rematado con un arco de medio punto, con las dovelas bien resaltadas y flanqueada por columnas estriadas En el centro del segundo cuerpo se halla tallado el escudo de España, uno de los pocos que sobrevivieron a la época de la Independencia, con columnas salomónicas en los costados, que se repiten en el tercer cuerpo, sobre este se halla un óculo que ilumina el coro alto. El segundo cuerpo de la fachada está conformado por dos espadañas (que hacen las veces de torres) con aire herreriano, de dos cuerpos con seis campanas. Dicha cubierta está tapada por un cielo raso construido a finales del siglo pasado, que desfigura totalmente el interior del templo.
Además, para completar una fachada excepcional, el portón de la capilla es construido totalmente en bronce. Este portón fue forjado en Florencia, Italia, donde los maestros grabaron 12 imágenes de la Pasión y Resurrección de Nuestro Señor Jesucristo.
Lo primero que el visitante encuentra al acceder al templo es una mampara o cancela tallada con relieves alusivos al Sacramento, rematada por cuatro ángeles que exhiben los símbolos de la Eucaristía. El púlpito, obra del tallista santafereño Marco Suárez, es otro de los elementos que se destaca en el interior.

### Materiales y técnica

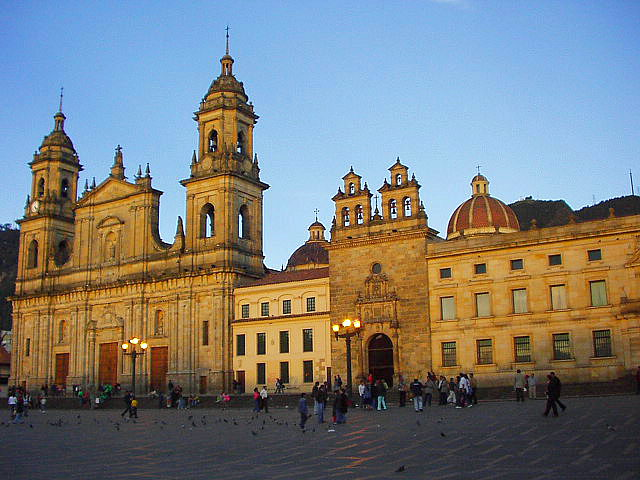
Catedral Basílica Metropolitana de Bogotá y Primada de Colombia (izq.), Capilla del Sagrario de la Catedral Basílica Metropolitana (centro), Palacio Arzobispal (derecha).

El templo es de planta en cruz latina, pavimentada con mármol gris de Payandé, tiene 11 metros de ancho, 50 metros de largo y el transepto o nave transversal tiene 25 metros de largo, además, cuenta con la más amplia luz construida en cubierta de par y nudillo en Bogotá: 14 varas castellanas (12.18 metros). La sobria fachada cuenta con 11 metros de ancha y 22 de alta.

Los muros, de un metro de espesor y unos 14 de altura, son de piedra bruta y ladrillo con sobrias ventanas de hierro, de vidrios pequeños, con arcos, pilastras adosadas y una sencilla cornisa en el interior, estucado y pintado todo en blanco. El techo de madera en mudéjar, a manera de bóveda de cañón, va pintado de rojo de coral (que era su color primitivo) y sustenta un artesonado de lacerías y florones en cruces y octágonos de vigorosa talla dorada. La cubierta es de teja española de barro cocido, con una cúpula sobre el crucero de 30 metros de altura total aprox., cuyo tambor cuenta con ocho grandes ventanas y seis en la linterna. Sobre los dinteles de aquellas en el interior están pintados los escudos de Madrid y Bogotá, y de los apellidos Sandoval y Arratia, propios del impulsor del templo; Mesa, de su esposa; Vergara, de sus nietos, y Arboleda y Gutiérrez, familias descendientes de la anterior.

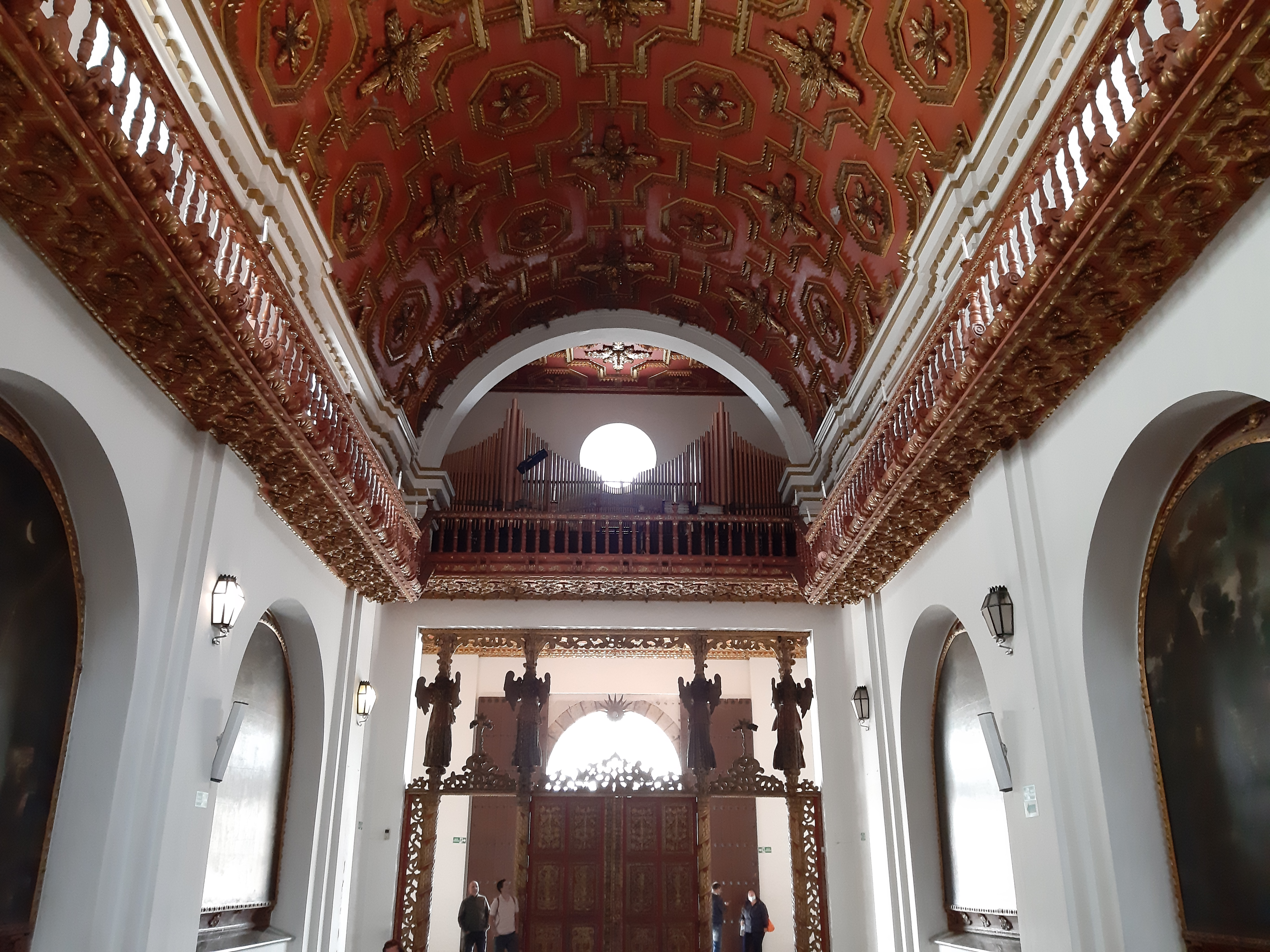
Coro alto y órgano tubular de la Capilla del Sagrario.